# GOG (rappeur)
Pour les articles homonymes, voir GOG.
GOG, de son vrai nom Genival Oliveira Gonçalves, né le 1965 à Sobradinho, District fédéral, est un rappeur brésilien. Il est également connu sous le surnom de Poeta. Pionnier du rap dans le District fédéral, il a à son actif neuf albums studio, sortis entre 1992 et 2007.

## Biographie
Genival est né le 1965 à Sobradinho, District fédéral, et a déménagé à Guará en 1973, où il a vécu jusqu'en 1991. C'est ici qu'il devient rappeur : ils jouent lors de soirées dansantes à Guará I et II, au Pandiá Calógeras, Pandiá Calógeras, City, Primavera, Quarentão, ASCADE, Dizzy Som (Fonte do Bom Paladar), ARUC, Salão de Múltiplas Funções do Guará ; les vinyles et les platines de son père l'aideront à développer son art. À la fin des années 1980, dans le district fédéral, le « mouvement du hip-hop » commence à se développer progressivement, et même indépendamment des autres États brésiliens. Genivaldo adopte le pseudonyme de GOG - un acronyme de son nom et commence sa carrière artistique. À cette période, le duo Thaíde e DJ Hum se produit dans le district fédéral pour la première fois en 1989, et un échange musical entre les États commence.
En 1990, GOG est invité par DJ Leandronik à participer à la compilation Rap Ataca publiée au label Kaskata, où il enregistre la chanson A Vida, qui sera son premier enregistrement officiel. En 1992, GOG, en partenariat avec le label de rap Discovery, il lance la compilation Peso Pesado et se popularise dans le pays. L'année suivante, le chanteur lance le label indépendant Só Balanço, afin de donner leur opportunité aux nouveaux talents face aux difficultés rencontrées par le marché de la musique. Le premier projet publié par le label s'intitule Vamos apagá-los... com o nosso raciocínio. En 1996, Só Balanço devient un studio d'enregistrement.
Entre 1994 et 2000, quatre autres albums sont publiés : Dia-a-Dia da periferia, Prepare-se!, Das trevas à luz et CPI da favela. Plusieurs chansons de ces albums sont publiées dans la banlieue brésilienne. En 1999, Só Balanço lance GOG CoMvida, la première compilation de rap du District fédéral, et Família GOG - fábrica da vida. En 2004, son album, Tarja Preta reçoit le Prêmio Hutúz du meilleur disque de l'année. 
En 2005, GOG est invité par le groupe de reggae Natiruts à participer au CD Nossa Missão. Lui et Alexandre jouent au public le morceau Quem planta o preconceito?, qui est également clippé. Le partenariat se poursuit et en 2008, les deux participent au CD du groupe A Família, avec le morceau Mais Romântico.
Au fil des années, GOG se rapproche d'activistes comme Sérgio Vaz, Cooperifa, Férrez, 1daSul, Nelson Maca, Coletivo Blackitude, Alessandro Buzo, Suburbano Convicto et Sacolinha Graduado, Acción Educativa. En septembre 2010, il publie son premier livre, intitulé A Rima Denuncia, qui contient 48 paroles de rap de différentes phases de sa carrière,.
GOG publie un nouvel album, ISO 9000 do Gueto, en novembre 2015. En 2017 sort l'album Mumm - Ra High Tech, son onzième.

## Discographie
- 1992 : Peso pesado
- 1993 : Vamos apagá-los com nosso raciocínio
- 1994 : Dia a dia da periferia
- 1996 : Prepare-se!
- 1998 : Das Trevas à Luz
- 2000 : CPI da favela
- 2004 : Tarja preta
- 2006 : Aviso às gerações
- 2007 : Cartão Postal Bomba!
- 2015 : ISO 9000 do Gueto
- 2017 : Mumm - Ra High Tech

## Récompenses
- 2007 : Prix Hutúz dans la catégorie « meilleur groupe ou artiste solo »